# Saxton Payson
Edward Saxton Payson (26. září 1842 – 22. září 1932) byl americký esperantský spisovatel. Narodil se ve městě Groton, ve státě Massachusetts. V mládí zpíval v opeře, od roku 1882 vyráběl piana a v roce 1906 se stal předsedou společnosti vyrábějící piana. Esperanto se naučil v roce 1910. V letech 1918 – 1921 byl předsedou Esperantského svazu pro Severní Ameriku (EANA – Esperanta Asocio de Norda Ameriko), pak byl zvolen čestným předsedou.
Z angličtiny překládal do esperanta převážně romanticky dobrodružnou literaturu (Wagnalls, Kirchner, Giesy, Moffet, Haggard, Roe), také povídku od Anatola France převedl z anglického překladu.
Jako původní autor se do esperantské literatury zapsal dvěma povídkami: Mládí a láska benátská legenda o dobrodružstvích mladého malíře, Strašidelná manželka popisuje člověka, který tolik toužil po své zemřelé manželce, až ji přivolal zpět, sám zemřel a pod jejím vedením odešel do říše věčného štěstí.

## Vlastní tvorba v esperantu
- Juneco kaj amo (Mládí a láska – legenda z Benátek, 1930)
- La fantoma edzino (Strašidelná manželka, vydáno až v roce 1988 v knize novel dalších autorů)

## Překlady do esperanta
- La akrobato de Nia Sinjorino (Akroba Naší Paní – tisíciletá legenda, 1919)
- Kirchner, Lula: Blanche, la virgulino de Lille (Blanche, panna z Lille, 1919
- Giesy, J. U.: Mimi (povídka o latinské čtvrti za války, 1920)
- Anatole France: Thais (1921)
- Wagnalls, Mabel: Miserere (Miserere, hudební povídka, 1921)
- Wagnalls, Mabel:  Palaco de danĝero (povídka o Madame la Pompadour, 1926)
- Moffett, Cleveland: La karto mistera (Záhadná karta, 1927)
- Haggard, Henry Rider: Luno de Izrael (Světlo Izaele – povídka o odchodu z Egypta, 1928 – přeloženo spolu s Montagu C. Butlerem)
- Roe, Vingie E.: Lando de arĝenta akvo (Země stříbrné vody, 1931)
- Wagnalls, Mabel: La rozujo cxiumiljara (Růžový keř kvetoucí každých tisíc let)